# Vastitas Borealis
Vastitas Borealis je rozsáhlá rovinatá oblast na povrchu Marsu, která se nachází dokola severní polární čepičky Marsu severně od útvarů jako Arcadia Planitia, štítové sopky Alba Patera, Elysium Mons a mnohé další. Oblast leží za polárním kruhem a předpokládá se, že se zde stále vyskytuje vodní led ve formě permafrostu.
Oblast je oproti nulové hladině Marsu 4 až 5 km pod její úrovní, což některé vědce přivádí ke spekulacím, jestli se v oblasti dříve nevyskytoval hypotetický oceán kapalné vody. Z oblasti se vyčleňují dvě podoblasti Severní polární pánev (North Polar Basin) a Utopia Planitia.
Pojmenována byla v roce 1973 dle klasického albedového jména. V roce 2005 se podařilo evropské sondě Mars Express pořídit snímky oblasti, které ukazovaly stabilní vrstvu vodního ledu na dně kráteru. 25. května 2008 přistála v oblasti Vastitas Borealis americká sonda Phoenix, která má za úkol hledat přítomnost vody v oblasti a případně prozkoumat oblasti, kde by mohl přežívat hypotetický mikrobiální život.